# ФК Металац Краљево
ФК Металац Краљево је бивши фудбалски клуб из Краљева. Клуб је основан 1947. године, а престао је да се такмичи 2019. године.

## Историја

### Радник
Одмах по ослобођењу, фудбал се тада у Краљеву, играо по малама, а Слобода и Локомотива били су већ познати клубови који су представљали Краљево.
Тако су се 29. априла 1947. године, сакупили у „Лалиној“ кафани, али Градски фискултурни савез није дозволио да се формира клуб, па је формиран актив са циљем да се прво одигравају пријатељске утакмице. Неко од присутних, пошто се живело у радничкој средини, предложио је да се клуб назове „Радник“, што је било прихваћено. Први председник актива је био Радомир Андрић – звани „дуванџија“, а за секретара је биран Живан – Жика Грујић. Актив се регистровао у Градском фискултурном савезу чије су се просторије налазиле у хотелу „Париз“, а тај посао обавио је Ратко Стојић, одговорно лице тог Савеза.
Просторије Радника налазиле су се на углу Доситејеве (бивше Кидричеве улице) преко пута Старе колоније у једној просторији коју је у својој кући уступио председник Раде Андрић. Ту је био економат, свлачионица, канцеларија.
Те 1947. године, долази до фузије Слободе и Локомотиве, и створена је данашња Слога Краљево. Нешто након годину дана, 1948. године, на предлог Жика Грујића који је радио на железници, Радник мења име и постаје ФК “Железничар“ и прве званичне утакмице је одиграо на првенству јуниорских железничких клубова Југославије.

### Железничар
Поправља се и материјална ситуација, железница додељује један вагон близу игралишта, и прва значајна пријатељска утакмица одиграна је 22. марта 1948. године против екипе сарајевског „Железничара“, који је тада био друголигаш и враћао се из Скопља где је одиграо утакмицу и велико изненађење. Железничар је победио реномиране госте са 3:1. Убрзо у Краљеву гостује Трепча из Косовске Митровице, па гостовање у Сјеници. Одигравају се и утакмице са Слогом под обалом у ноћном термину и ту је Железничар доживео пораз са 5:3. И тако, ређају се пријатељске утакмице све до 1953. године када се Железничар укључује у редовно такмичење у веома јакој конкуренцији: Напредак из Крушевца, Шумадија из Аранђеловца, Слога, Борац из Чачка, Раднички из Крагујевца и др. На крају такмичарске године, Железничар је освојио 9 место, али је са имењаком из Лапова испао из ове лиге.
Железничар 10.јула 1955. године први пут излази ван граница земље и у Аустрији се састаје са прваком Тиролом и губи утакмицу са 4:1.
На дан железничара, 15. априла 1956. године, Железничар поново мења име и постаје „Локомотива“, јер је дошло до нове фузије Металца клуба Фабрике вагона и Железничара. Слога се те године сели на нов стадион преко пута железничке станице, а Локомотива постаје домаћин на игралишту преко пута ложионице.

### Локомотива
Такмичарске 1956/57. године се такмичи у Крагујевачком подсавезу а за први тим су наступали: Жујовић, Букумира, Нешковић , Камиџорац, Миловић , Радић, Јанић, Савић, Зекић, Нешковић , Миздраковић. Из ове генерације која је касније испала из Крагујевачког подсавеза остаће упамћени: Милан Миловић и Бранко Селеш, који је био и члан репрезентације глувонемих оне бивше велике Југославије.
Такмичарске 1958/59. године, у веома јакој конкуренцији након освојеног првог места у Крагујевачком подсавезу Локомотива кроз тешке квалификације побеђује и постаје члан Крагујевачке зоне.

### Јединство и Механика
Поново промена имена, у јануару 1960. године, нестаје Локомотива и клуб добија ново име Јединство, које после једне године испада из Крагујевачке зоне, такмичи се у лиги Краљевачког подсавеза, и на крају такмичарске 1960/61. године, кроз квалификације елиминише Севојно из Севојна и поново постаје члан друштва најбољих Крагујевачког подсавеза. Заслуге припадају играчима: Жујовићу, Букумири, Савићу, Симовићу, Миловићу , Илићу, Миловићу , Рашети, Селешу, Миздраковићу...
Само једна година у новој Међуподсавезној лиги са клубовима из Чачка и Ужица, клуб у лето 1963. године, поново мења име и сада постаје „Механика“.

### Металац
Сталне промене имена се настављају и од 01. маја 1965. године, клуб постаје Металац.
Слога и Металац су од љутих ривала кроз пријатељске утакмице, најзад дочекали да буду заједно у истом рангу. Срели су се такмичарске 1966/67. године, тада у Српској лиги. Слога те године се пласира у Другу савезну лигу, а Металац, нажалост, испада из Српске лиге. После дуже година, због реорганизације такмичења, након испадања из Српске лиге, Металац је поново на почетку – у Подсавезној лиги у Краљеву.
Добре игре, изванредни резултати и такмичарске 1968/69. године Металац упада у Западно моравску лигу, а такмичарске 1973/74. године, опет кроз квалификације, квалификује се и улази Моравско шумадијску зону. После пет проведених година у зони, Металац испада из лиге, такмичи се две године у Западно моравској лиги, укида се та лига и Металац се такмичи у Ибарској лиги. Формирањем Фудбалског савеза краљевачког региона, Металац не успева да се пласира у нову лигу и остаје да се такмичи у Међуопштинској лиги 1986/87. године.

## Фотогрфије
- Прва генерација ФК “ЖЕЛЕЗНИЧАРА“
- Пред градски дерби на игралишту крај Ложионице
- Детаљ са утакмице на новом стадиону преко пута железничке станице
- Екипа ФК „МЕТАЛЦА“ у Моравско – шумадијској зонској лиги